# Sanctus Hubertus
Sanctus Hubertus es una variedad cultivar de ciruelo (Prunus domestica), de las denominadas ciruelas europeas.
Una variedad de ciruela Criado por E. Swerts de "Grimmerlingen", Flandes (Bélgica) mediante el cruce de 'Mater Dolorosa' x 'Early Rues', e introducida comercialmente en 1966 por N.V. Frugorex. Las frutas tienen un tamaño medio, color de piel rojo púrpura, punteado numerosos, pequeños, de color marrón rojizo, y pulpa de color verde amarillento con tintes rojizos oscuros, textura bastante jugosa, y sabor dulce agria. A menudo bastante ácido, para un buen sabor los frutos deben estar bien maduros.

## Sinonimia
- "Sanktus Hubertus",
- "Sanctus Hubertus Pruim",
- "Blauwe van Herlaar",
- "Blauwe van Rillaar",
- "Elma".

## Historia
'Sanctus Hubertus' variedad de ciruela, probablemente un cruce de 1950 entre 'Mater Dolorosa' como "Parental Madre" x el polen de 'Early Rues' como "Parental Padre" por E. Swerts de "Grimmerlingen" cerca de "Sint-Huibrechts-Hern" perteneciente a la comuna de Hoeselt en Flandes (Bélgica). Lleva el nombre del santo patrón de su pueblo natal. Hacia 1970, la ciruela se difundió ampliamente, primero en los Países Bajos y más tarde también en Bélgica, principalmente debido a su maduración temprana.
El nombre "Sanctus Hubertus" proviene de San Huberto, obispo de Lieja en el siglo IX. San Huberto es el santo patrón de los cazadores ya que, según la leyenda, mientras cazaba un día en que debería haber estado cumpliendo con sus deberes religiosos, recibió la visita de un ciervo que llevaba un crucifijo para advertirle de las consecuencias de descuidar su trabajo.
'Sanctus Hubertus' está cultivada en diversos bancos de germoplasma de cultivos vivos, tales como en National Fruit Collection (Colección Nacional de Fruta) de Reino Unido con el número de accesión: 1984-143 y Nombre Accesión : Sanctus Hubertus. Recibido por "The National Fruit Trials" (Probatorio Nacional de Fruta), para evaluar sus características en 1984.

## Características
'Sanctus Hubertus' árbol de crecimiento débil, con copa amplia, redonda, ligeramente erguida y densa y algunas ramas colgantes; producción temprana, regular y buena. Es aconsejable realizar poda de aclareo y exposición. Después de unos diez años, aparecen signos de muerte sin ninguna causa aparente. Susceptible al cancro bacteriano. Autopolinizante. Flor blanca, que tiene un tiempo de floración que comienza a partir del 17 de abril con el 10% de floración, para el 21 de abril tiene una floración completa (80%), y para el 3 de mayo tiene un 90% de caída de pétalos.
'Sanctus Hubertus'  tiene una talla de tamaño mediano (promedio 30.44 g), de forma redonda u ovalada, algo asimétrico, con la sutura clara dividiendo la ciruela en una mitad alta más ancha y una mitad corta más estrecha, piel bastante dura, con abundante pruina azulado violácea, siendo el color de la piel rojo púrpura, punteado numerosos, pequeños, de color marrón rojizo, conspicuos; pedúnculo largo (promedio 14.01 mm), grueso, algo curvo, pubescente, bien adherido al fruto con la cavidad del pedúnculo estrecha y apenas pronunciada; pulpa de color verde amarillento con tintes rojizos oscuros, textura bastante jugosa, y sabor dulce agria. A menudo bastante ácido, para un buen sabor los frutos deben estar bien maduros.
Hueso semi adherido en algunas ocasiones firmemente adherido, ovalada alargada, turgente, áspera y picada, puntiaguda en la base, roma en el ápice, sutura ventral bastante ancha, superficialmente surcada, roma, sutura dorsal con un surco ancho y poco profundo.
Su tiempo de recogida de cosecha es medio, se inicia en su maduración a principios de agosto.

## Usos
Debido a su sabor bastante agrio es de poco valor como ciruela fresca de postre, pero una excelente variedad culinaria, y especialmente indicada como ciruela seca y en conservas.